# Pratt & Whitney J58
Pratt & Whitney J58-P4 (обозначение компании JT11D) — турбореактивный двигатель изменяемого цикла с форсажной камерой, использовался на военных самолётах-разведчиках Lockheed A-12, и впоследствии на YF-12 и на SR-71 Blackbird. Является гибридом турбореактивного двигателя и прямоточного воздушно-реактивного двигателя.

## История создания
J58 был первоначально разработан для ВМС США, где его планировалось применять на стратегическом гидросамолёте Martin P6M. После свёртывания проекта, в том числе  из-за задержек в проектировании двигателя, компании Convair и Lockheed выбрали его для своих сверхзвуковых самолётов. 
Другие источники связывают его разработку с запросами ВВС США для силовой установки проектируемого самолёта WS-110A, в будущем XB-70 Valkyrie. Это был первый двигатель, который мог долго работать с применением форсажа, и первый двигатель, который был испытан ВВС США на скорости порядка 3 Махов.
Этот двигатель испытывали на земле, т.к он проектировался с огромным диапазоном скоростей.

## Конструкция

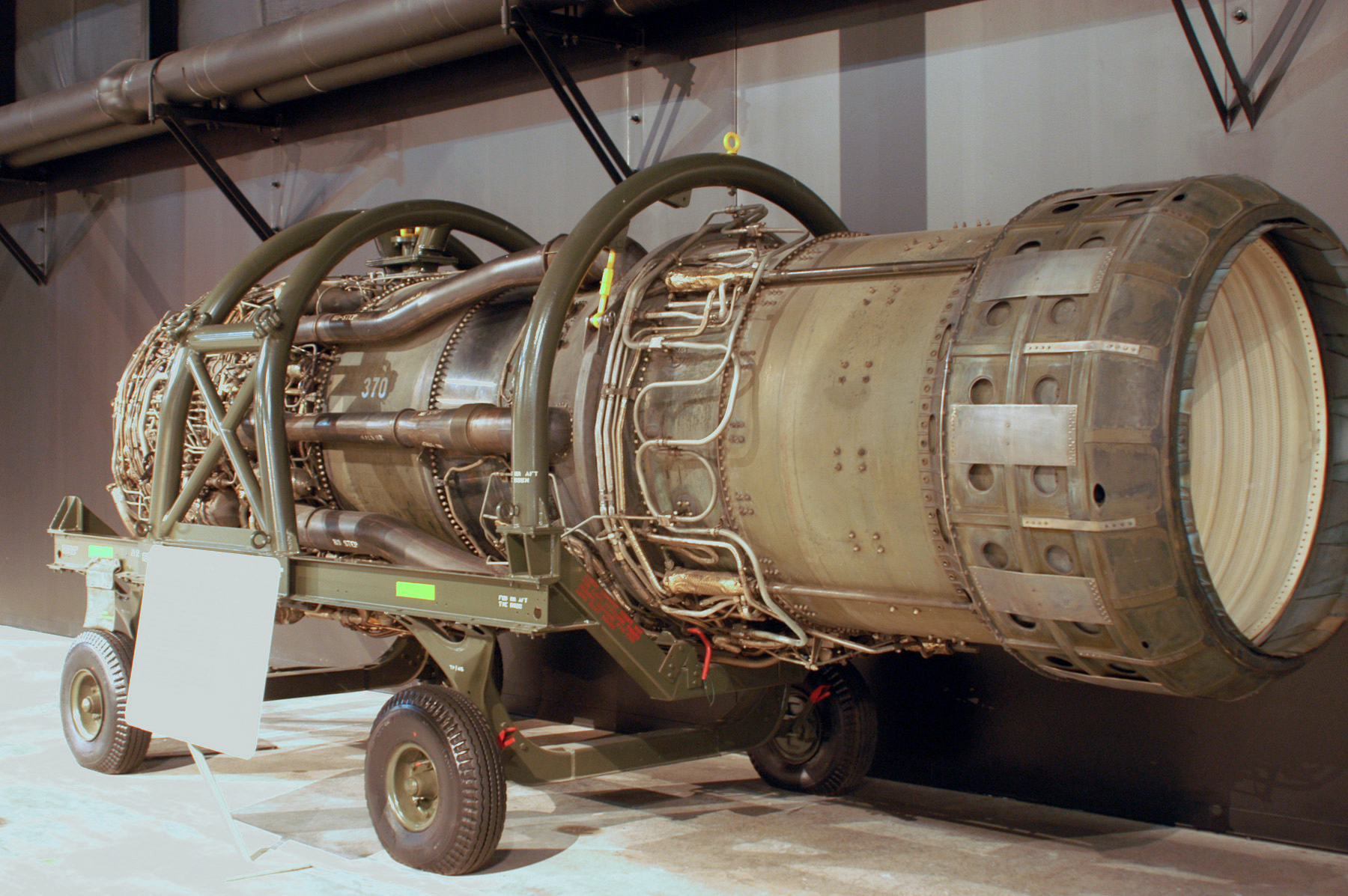
Фотография двигателя, на которой хорошо видны перепускные трубы, отбирающие воздух у вентилятора

J58 - турбореактивный двигатель изменяемого цикла, который работает в трёх режимах;
- На скоростях от 0 до 1.5 М работает как турбореактивный двигатель.
- на скоростях около от 1 до 2.5 М как турбореактивный двигатель со сжатием воздуха от набегающего потока и частично прямоточный, с перепуском воздуха от компрессора к форсажной камере, и далее к соплу. На скорости 2.2 М 73% тяги создавалось турбореактивной частью, 13% прямоточной частью и форсажной камерой, и 14% - соплом.
- На скоростях от 2.5 М до 3.2 М в основном как прямоточный воздушно-реактивный двигатель с перепуском воздуха к форсажной камере и соплу, и в меньшей степени как турбореактивный двигатель. Сегменты сопла расширяются, и оно начинает работать как сопло Лаваля. До 28% тяги в этом режиме создаётся соплом, 54% прямоточным двигателем и форсажной камерой, и лишь 18% турбореактивной частью двигателя.

J58 совмещает турбореактивный двигатель и частично работает как прямоточный двигатель с отбором воздуха от первых четырёх ступеней компрессора. Турбореактивные двигатели неэффективны на очень высоких скоростях: температура воздуха от аэродинамического сжатия после входного конуса составляет около 400°С при скорости 2.5 М. После нагревания воздуха с такой температурой в компрессоре и в камере сгорания газы могут расплавить лопатки турбины. Прямоточные двигатели не могут работать на низких скоростях, так как повышение давления от набегающего потока недостаточно для работы двигателя, а компрессор в их конструкции отсутствует. Для решения этой проблемы путь потока воздуха через двигатель меняется в зависимости от того, что более эффективно: прямоточный двигатель или турбореактивный двигатель, таким образом реализуя изменяемый цикл.
Для создания этого эффекта на скоростях более 3200 км/ч в воздухозаборниках двигателя J58 применяются конические обтекатели изменяемой геометрии, которые автоматически перемещаются вперёд и назад, по командам специального компьютера. Управление положением конусов и перепускных створок происходит по данным о давлении воздуха в каналах воздухозаборников. Эти конусы смещают сверхзвуковой поток воздуха, распределяя серию отражённых ударных волн по рабочей части конусов, а потом направляют поток воздуха в диффузор. Тем самым гарантируется подача дозвукового потока воздуха в двигатели и предотвращение помпажа. Через перепускные окна лишний воздух стравливается за пределы мотогондолы, так чтобы двигатель всегда работал в оптимальном режиме. Конусы находятся в выдвинутом (переднем) положении и заблокированы при высоте ниже 9144 метров. Выше этой высоты они разблокируются. Если же скорость полёта превышает 1,6 Маха, то конусы начинают перемещаться назад приблизительно на 4 см за 0,1 Маха, до общего расстояния приблизительно 66 см (положение конусов программируется как функция числа М полёта и может изменяться при отклонении от номинальных значений углов атаки и скольжения).
Топливо
Высокие скорости и температуры двигателя потребовали нового топлива - JP-7.
На скоростях полёта около 3 М самолёт подвергается сильному аэродинамическому разогреву. Поэтому топливо на SR-71 использовалось как охлаждающая жидкость, чтобы охладить двигатель, гидравлическую жидкость, масло, резервуар со стартовой смесью, гидроприводы управления форсажным соплом, систему кондиционирования воздуха и части корпуса, подверженные аэродинамическому нагреву (причём для некоторых клапанов двигателя топливо является и гидравлической жидкостью). Температура топлива на входе в двигатель составляла 316° С, поэтому применение обычного авиационного керосина было невозможным.
Топливо было вязким при комнатной температуре и похоже на смолу, и обретало необходимую текучесть только при определённой температуре. Это также требовало его подогревания на самолёте-заправщике KC-135Q.
Трудности в его поджигании потребовали впрыска в двигатель специального вещества — триэтилборана (ТЭБ), которое при запуске использовалось для зажигания камеры сгорания, а в полёте использовалось для зажигания форсажной камеры; при температуре выше 11 °C ТЭБ спонтанно загорается в контакте с воздухом (в присутствии катализатора). Каждый двигатель нёс закрытый контейнер с наполнением свободного объема азотом (это видно на других фотографиях двигателя) с 600 см³ TЭБ, что было достаточно для, по крайней мере, 16 запусков, перезапусков, или включений форсажа; это число ограничивало длительность полёта SR-71, так как после каждой дозаправки в воздухе форсажные камеры должны быть заново зажжены.
Запуск двигателя

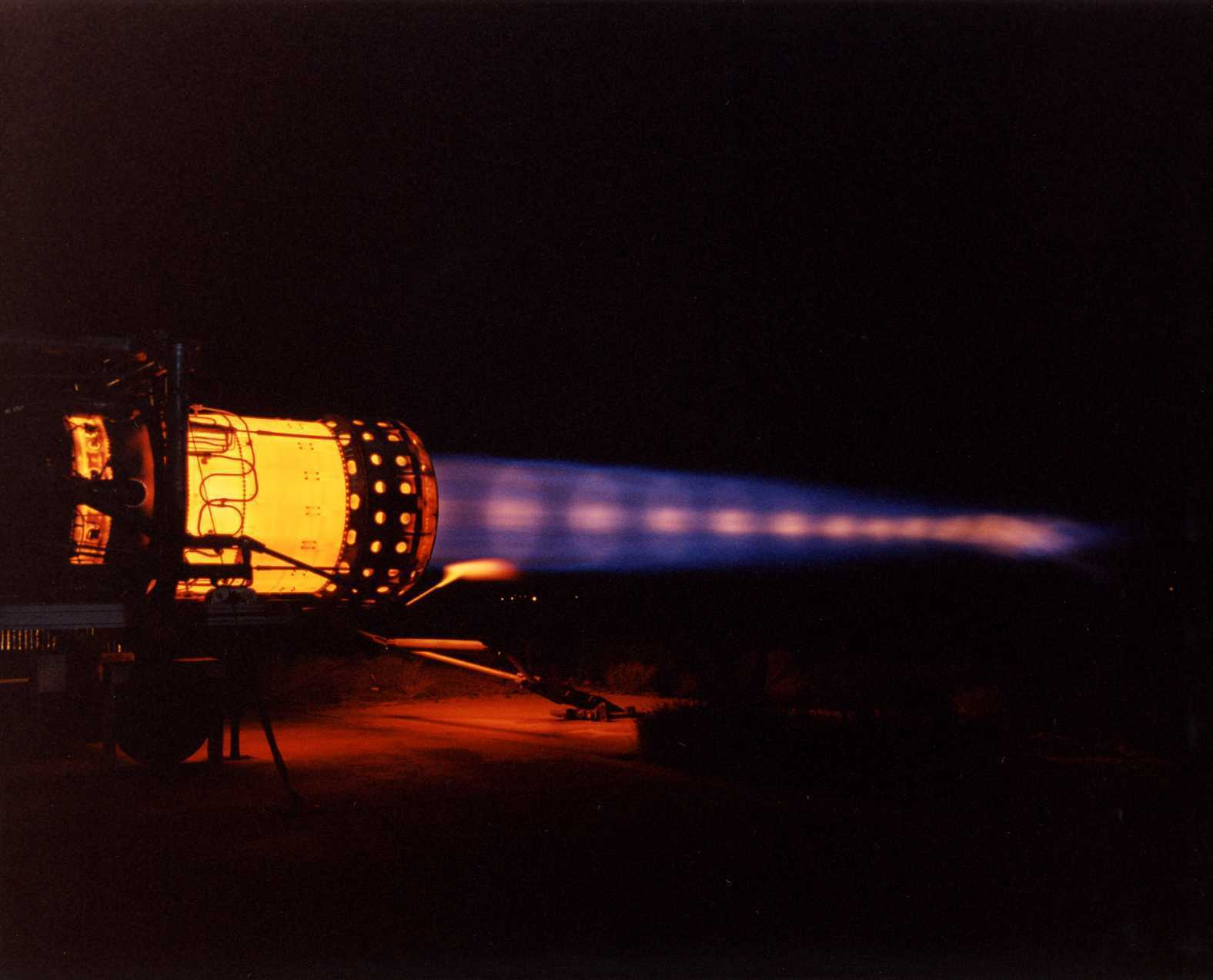
J58 на форсаже, видны Кольца Маха

Для запуска двигатель разгоняли стартовой машиной AG330, с двумя двигателями Бьюик Wildcat V8 общей мощностью 600 л. с. и общим вертикальным валом. Машину подгоняли снизу к SR-71 и вал турбины J58 раскручивался до 3200 оборотов в минуту перед тем, как мог начаться обычный турбореактивный цикл. Позднее на самолёт установили обычные пневматические турбостартеры и двигатель запускался с помощью сжатого воздуха, хотя эти машины всё же присутствовали на случай незапуска двигателей сжатым воздухом.
Когда пилот перемещал ручку газа от самого начального положения до минимального рабочего, топливо поступало в двигатель, и, спустя короткое время после этого, 50 см³ триэтилбората впрыскивалось в камеру сгорания, где он самовоспламенялся и сопло освещалось зеленоватой вспышкой (это видно на других фотографиях двигателя и на видеозаписях испытаний). В некоторых случаях старт на триэтилборате был затруднён, когда на соплах подачи топлива скапливались несгоревшие остатки топлива, препятствуя попыткам перезапуска. Вторичное наполнение резервуара TЭБ было рискованным делом; команда обслуживания работала в серебристых противопожарных костюмах. Заправка же топливом JP-7, наоборот, — была настолько безопасна, что было разрешено некоторое обслуживание самолёта во время его заправки. Химическое воспламенение было выбрано вместо обычного по причинам надёжности, и для уменьшения механической сложности. Резервуар триэтилбората охлаждался топливом, и содержал разрывную мембрану, который разрывалась в случае превышения давления, направляя триэтилборат и азот в форсажную камеру.
Автоматика регулирования подачи топлива поддерживала требуемое соотношение между расходом топлива и давлением в форсажной камере в соответствии с температурой на входе в компрессор, числом оборотов двигателя и задаваемым значением тяги.
Смазочное масло было силиконовым (кремнийорганическим), очень вязким при комнатной температуре и предварительно нагревалось до рабочей температуры перед запуском двигателя.

### Схема
Воздух, первоначально сжатый и нагретый во входном устройстве, входит в осевой компрессор двигателя, и затем после четвертой ступени (всего компрессор имеет 9 ступеней), поток воздуха разделяется: часть воздуха проходит дальше в компрессор (воздух «основного потока»), в то время как остальной поток обходит камеру сгорания и турбину, чтобы войти в форсажную камеру. Значительная часть потока воздуха после входного устройства обходит двигатель, охлаждая его корпус и кожух форсажной камеры.

Схема распределения потоков воздуха в двигателе, на разных скоростях Маха

Воздух, идущий через компрессор далее сжимается перед входом в камеру сгорания, где он смешивается с топливом и поджигается. Температура потока достигает своего максимума в камере сгорания: она немного ниже температуры, размягчения жаропрочной стали, из которой изготовлены турбинные лопатки . Воздух охлаждается, проходя через турбину и соединяется с обходными потоками, до того, как попадает в форсажную камеру. При скорости полета около 3 Маха начальное сжатие конусом ударной волны сильно нагревает воздух, что означает, что турбореактивная часть двигателя должна уменьшить отношение топливо/воздух в камере сгорания, чтобы не расплавить лопатки турбин. Турбореактивная часть двигателя таким образом обеспечивают намного меньшую тягу, а до 55 % тяги двигателя обеспечивается воздухом, минующим турбину и поступающим в форсажную камеру, где сгорает топливо, расширяясь и создавая реактивный момент в направлении задней поверхности сопла. В этом режиме лопатки сопла расширяются с помощью гидропривода. Таким образом, образуется сопло Лаваля и оно даёт дополнительно до 28% тяги.

## Наземные испытания двигателя
Двигатель прошел многие наземные испытания, так как условия, в которых он работал, были беспрецедентными. Существующие в то время материалы, применявшиеся для постройки ТРД, либо были непригодны, либо срок их службы был крайне мал. Все это требовало оперативных технических решений и доводки двигателя. Основной проблемой были очень высокие температуры работы. Для постройки были использованы самые жаропрочные сплавы на основе никеля. Была освоена технология монокристаллического литья лопаток турбин. Кожух форсажной камеры был покрыт изнутри керамикой. Для того чтобы создать температурные условия соответствующими полету на скорости 3 Маха, создали специальную установку, в которой горячие газы от двигателя J75 направлялись прямо на двигатель J58.
Были проблемы со многими датчиками , поскольку они выходили из строя раньше, чем удавалось снять данные с них. Так что Pratt & Whitney пришлось дорабатывать измерительную технику, чтобы снять эти данные.
Были и другие проблемы, например оказалось, что поскольку двигатель имел сложную систему воздухозаборников, легко втягивал в себя различные мелкие предметы, мусор и т. п. Поэтому пришлось ввести специальную службу, которая следила бы за чистотой, чтобы избежать частого и дорогого ремонта.
Были проблемы и с топливной системой (в ней скакало давление в определенных режимах работы двигателя), и с управлением воздухозаборниками (что и вынудило в конце концов ввести электронную систему управления двигателем — сначала они управлялись почти что вручную), и с тепловым расширением деталей двигателя, что приводило к повреждению валов.
В общем, двигатель оказался весьма требователен к управлению и обслуживанию.

## Применение
- Lockheed A-12
- Lockheed YF-12
- SR-71

Кроме того, двигатель мог бы применяться на самолетах Convair B-58 Hustler и Convair F-106 Delta Dart, но задержки в разработке привели к тому, что эти самолёты получили другие двигатели. Проект тяжелого высокоскоростного перехватчика North American XF-108 Rapier так и остался проектом, а проект гидросамолета-стратегического бомбардировщика Orion P6M "Seamaster" был в итоге свернут.

## Технические данные
- тип двигателя: турбопрямоточный с осевым компрессором
- одновальный
- число уровней компрессора: 9
- RPM компрессора: 7000 об/мин.
- число уровней турбины: 2
- камера сгорания: кольцевая c 8-ю камерами
- число инжекторов: 48 (6 на каждую камеру)
- температура перед турбиной: 1100 °C
- температура исходящих газов (на форсаже): 1750 °C
- Статическая тяга на форсаже: 144,6 kN
- Тяга без форсажа: 106,3 kN
- Вес: 3200 кг
- Длина: 5,72 м
- Диаметр макс.: 1,37 м
- Фронтальная поверхность: 1,48 м²
- Расход воздуха: 150—200 кг/с
- Степень сжатия: 8,5:1
- Степень сжатия на крейсерской скорости: 40:1